# Čukalovce
Čukalovce (hongrois : Csukaháza) est un village de Slovaquie situé dans la région de Prešov.

## Histoire
Première mention écrite du village en 1567.

## Démographie

### Évolution de la population
| Année:               | 1994. | 2004.   | 2014.    | 2024.    |
| -------------------- | ----- | ------- | -------- | -------- |
| Nombre de personnes: | 169   | 153     | 175      | 156      |
| Différence:          |       | -9,46 % | +14,37 % | -10,85 % |

| Année:               | 2023. | 2024.  |
| -------------------- | ----- | ------ |
| Nombre de personnes: | 160   | 156    |
| Différence:          |       | -2,5 % |